# Nitzevet
Nitzevet, také Nissebet (hebrejsky ניצבת‎ – stojící, dcera Adaelova, byla údajně matkou židovského krále Davida a manželkou Jišajovou. Podle Bible měl Jišaj (někde i Jesse) kromě Davida dalších šest nebo sedm synů a dvě dcery: Elíaba, Abínádába, Šiméího, Natánela, Raddáje, Oséma; Zeru a Abigailu. Žila v době asi okolo r. 1085 – cca 1000 př. n. l.

## Historie jména
Jméno Nitzevet zmiňuje poprvé Hanan bar Rava, učitel mišny v babylónském Talmudu.
Není jmenována v Písmech svatých a zůstává legendou; její jméno je historicky nepodložené biblickou zmínkou. Ojediněle se nachází v zápisu babylonského Talmudu od Hanana bar Ravy, který v uvedené době nežil. Z doslechu je jméno Nitzevet nepravděpodobné; neexistuje jiná tradice, jež by ověřila pravost jména Davidovy matky.

### Rodinný původ z mimobiblické tradice

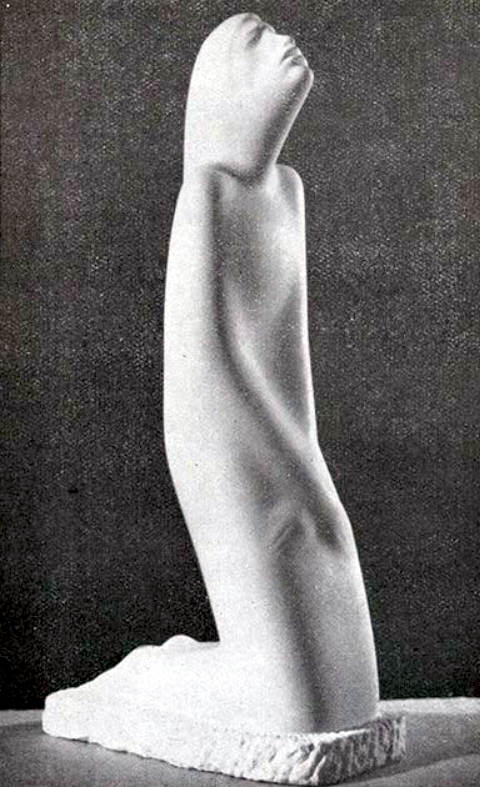
Nitzevet, symbolika. Autor: Radoslav Duhović.

Dcera Adaela (též Ada-el) syna Behramova. Kmenové zařazení Nitzevet není součástí žádného známého spisu. Pocházela (snad) z Gešuru, v současné době Golanské výšiny. Předpokládat lze, že patřila (narozením po otci nebo pozdějším přičleněním) ke kmeni Juda, jako potomek Judův, s ohledem na místo svého úmrtí v Bejt Lechemu, na Západním břehu Jordánu.

## Zmínky v literatuře a výklady
Legendě o Nitzevet se věnuje židovská autorka Chana Weisbergová, jejíž sdělení o životě Davidovy matky jsou rovněž zdrojově nepodložená. Weisbergová poukazuje na stížnosti Davida, že v rodině trpěl ústrky, do jídla mu dávali žluč a místo vody mu k pití dávali ocet.
"Přesto, když se David narodil, tato prominentní rodina přivítala jeho narození s naprostým výsměchem a opovržením. Jak David doslova popisuje v žalmu:
Byl jsem cizincem pro své bratry, cizincem pro syny své matky. Dali mi žluč do jídla a dali mi ocet, abych uhasil žízeň.“
Tato sdělení jsou podle církevních výkladů asociujících události, mozaikovitým, tedy částečným předobrazem novozákonních dění; Ježíš dostal k ústům ocet obsažený v houbě a zapíchnutý v rákosu nebo na kopí vojáka, zatímco umíral na kříži. Zároveň však Weisbergová svým sdělením logicky podtrhuje Davidovu nenáležitost k rodině svých nevlastních bratrů. Kdyby byl vlastním, určitě by neměli důvod ho týrat. Nitzevet milovala Davida, zatímco ostatní syny jako macecha nepreferovala, a ti se mu podle ní mstili za nedostatek ohledů.

### Charisma Nitzevet
V jiném případě výkladu, z něhož lze vyvozovat povahu Nitzevet je Žalm 86,16 – tj. modlitba Davidova, v níž žádá Boha o pomoc připomínkou, že jeho matka je otrokyně ve službě Boží. Ani zde ji sám nejmenuje. To nasvědčuje spojení mezi Nitzevet a pohanským králem, putujícím pouští. Možná byla jeho otrokyní, a po otěhotnění ji ze svých služeb propustil. V pásmu pastvin vlastněných Jišajem se přičlenila do rodiny osamělého muže, toužícího po ženě. Podle Weisbergové Davida nenáviděla jeho rodina až za hrob:
"Davidovi nebylo dovoleno jíst se zbytkem své rodiny, ale byl přidělen k samostatnému stolu v rohu. Úkol pastýře mu byl svěřen, protože „doufali“, že přijde divoké zvíře a zabije ho, zatímco bude vykonávat své povinnosti, a z tohoto důvodu byl poslán na pastvu do nebezpečných oblastí plných lvů a medvědů."
Písmo svaté dokazuje nenávist jednoho jeho bratra výčitkou. Když se David chystal přinést na válečné pomezí svým blízkým sýrové kostky, po příchodu mu bratr měl říct: „Přišel ses podívat, jak tady umíráme? Ty jsi zlý; a tvá povaha svědčí, že tvé srdce je zlé.“ David se ohradil: „Co jsem udělal zlého?“ - Naznačena je jen nespokojenost staršího bratra s Davidovou povahou.

### Semknutí rodiny
Spekulativní úvahy od vícera autorů o tom, že David byl svou rodinou nenáviděn, ale vyvrací Písmo svaté, v přimykání se rodiny k jeho autoritě v pozdější době jeho života, když vyrostl a stal se dospělým mužem, pronásledovaným králem Saulem: 
"...utekl se do jeskyně Adullam. Když o tom uslyšeli jeho bratři a veškeren otcův dům, sešli tam za ním." Sdíleli jeho osud pronásledovaného pravděpodobně z obavy před vlastním stíháním. Mstivý Saul nenávidící Davida by patrně sáhl i na životy jeho rodičů a všech sourozenců. Písmo svaté nikde v této souvislosti nezmiňuje, že by mu rodina vytýkala život v obavách a strachu, kterému byli vystaveni Davidovým a svým disentem. To také nejlépe dosvědčuje rodinnou sounáležitost a lásku. David prosí moábského vládce: "Kéž by směl otec můj a matka má zůstati u vás, až zvím, co se mnou udělá Bůh. I nechal je u moabského krále a zůstali s ním, dokud byl David v tvrzi."

### Izraelský původ Davidovy matky vychází z jejího života, v Izraeli
Původ Davidovy matky zařazuje v roce 2024 izraelská pedagožka a publicistka Miriam Feinberg Vamosh do Izraele a původ po otci do Moábu: "David byl pravnukem moábské Rut, jehož příběh jsme četli na Šavuotu a která slavně spojila svůj osud s Izraelity. Ale Jišajovi po letech manželství s Izraelitkou Nitzevet, matkou jeho sedmi synů, náhle došlo, že jako prominentní veřejné osobnosti je jeho částečně moábský status překážkou."

### Rabínský zdroj nových analýz o matce Davida a o Jišajovi
Vamosh, Weisbergová i další přibývající čerství autoři vychází ve svém názoru z oficializovaných židovských usnesení, majících oporu v názorovém výkladu v knize rabbiho Yisroele Rolla. Podle něj má skutečně důvod rozporů v rodině Davida složitý národnostní a s ním spojený náboženský kontext, daný moábskou krví Jišaje po babičce Rut. Velmi zjednodušeně řečeno, jde o začleňování Jišajovy rodiny do izraelské společnosti. U matky Davidovy a zároveň manželky Jišajovy Nitzevety, její odstrčení a ignorace jejího jména v Žalmech i ve zmínkách Písma určuje právě moábský původ Jišajův. Negace ohledně nejmenování ženy je rabínem v knize prvořadým faktorem, týkajícím se  ohrožování Jišajova sociálního začlenění coby napůl Moábce.

### Ammón a Moáb jsou spojeny v rodině Davidově dvěma otci
Podle webu Got Questions byla navíc Nitzevet provdána už podruhé, poprvé za Nahaše, podruhé až za Jišaje: "Spekulace naznačují, že Davidova matka byla provdána za Nahaše, když porodila jeho nevlastní sestry a později se stala druhou manželkou Jišaje. Další spekulace naznačují, že Davidova matka ještě nebyla provdána za Jišaje, když otěhotněla – že možná byla stále vdaná za Nahaše, když počala Davida." – Web tvrzení dokazuje, odkazem na sdělení v Písmu svatém u Davidových sester: "Někteří učenci se domnívají, že Davidovy sestry Abigail a Zeruja mohly být jeho nevlastními sestrami a že jejich otcem nebyl Jišaj, ale Nahaš. Kniha 2. Samuelova zmiňuje Abigail jako dceru Nahašovu: Absalom ustanovil Amasu nad vojskem místo Joaba. Amasa byl synem muže jménem Jeter, Izraelity, který se oženil s Abigail, dcerou Nahašovou a sestrou Ceruji, matky Joabovy (2. Samuelova 17, 25)." Článek konstatuje, že Davidovy sestry byly částečně původem Ammonitky, a to po otci ammónském králi, Nahašovi (rovněž 1. Samuelova 11,1).

### Moábský původ Davidova otce podle Písma
Národnostní původ Davidova otce vychází z knihy Rut 4,5 konstatováním, že Rut byla Moábitkou. Rovněž ona je prababičkou Davidovou, matkou Davidova otce Jišaje. Jišajovým otcem byl Obed (Rut 4,17), syn Boazův. Boazovi Rut porodila Obeda (Rut 4,13).

### Genealogie rodu Davidova otce podle Písma
"Peres zplodil Chesrona. Chesron zplodil Rama. Ram zplodil Amminadaba. Amminadab zplodil Nachšona. Nachšon zplodil Salmona. Salmon zplodil Boaza. Boaz zplodil Obeda. Obed zplodil Jišaja. Jišaj zplodil Davida."

### Výchozí názor je z části z Midraše
Podle daných pohledů Chany Weisbergové, čerpající z komentáře Midraše, vedenému ke kapitole 38 I. knihy Mojžíšovy, nenávist vůči Davidovi byla namířena i vůči samotné Nitzevet, ocitající se v ohrožení Davidovými bratry. Tím více by taková nenávist v rodině mohla naznačovat pohanskou výlučnost obou, nikoli pouze Davidovu.
"Po třech měsících se těhotenství Nitzevet stalo zřejmým. Rozzuření synové si přáli zabít svou zjevně cizoložnou matku a „nelegitimní“ plod, který nosila. Nitzevet by svého manžela neuvedla do rozpaků tím, že by odhalila pravdu o tom, co se stalo. Stejně jako její předek, Tamar, která byla připravena být raději upálena zaživa, než aby uvedla Judu do rozpaků, si Nitzevet zvolila slib mlčení. A stejně jako Tamar, i Nitzevet bude za své mlčení odměněna velkým dítětem, které bude předkem Mesiáše."
Weisbergová však ve vyvozování souvislostí či okolností rodinných aspektů Nitzevetiných není důsledná. Opomíjí při snaze synů ji zabít, jejich věk. Např. David byl sice nejmladším členem rodiny, ale již ne o tolik mladší jako nejstarší Eliab, jemuž do bitvy nesl sýr a zároveň krátce poté, kdy s ním hovořil, nabídl králi Saulovi pomoc v boji proti cizákům. Byl už dospělým mužem, Eliab jej mohl převyšovat nanejvýš o necelých deset let, a tato okolnost v době Nitzevetina těhotenství vylučuje schopnost chlapců mladších než Eliab, zabít svou vlastní matku. Vylučuje i schopnost těch ještě mladších než Eliab, uvědomovat si složitosti Mojžíšova Zákona. Vylučuje i to, že by děti ve věku pod deset let upřednostnily vraždu své matky, z pouhého důvodu zaujatosti pro hříšnost cizoložství, o němž z důvodu slibu Nitzevetina mlčení nemohly nic vědět.
Otázka, zda si byl David vědom svého částečně pohanského původu a tajemného pohanského původu své matky, byla objasněna v modlitbě, již vznesl k Bohu, v Žalmu 51,5:
"Pohleď, v provinění jsem byl zrozen v porodních bolestech a v hříchu mě počala má matka." 
David v již zmíněném Žalmu 86,16 však odkazuje na matčinu bohoslužebnost, jež tedy vylučuje odkaz na cizoložství, jež prý chtěly trestat smrtí nedospělé a nezralé Nitzevetiny děti. Za hřích či provinění by mínil David v Žalmu 51,5 konání  rodiny Jišajovy, již měl snad nenávidět. V době Žalmů byl služebníkem Božím a pronásledoval pohany, jež posuzoval podle kriterií modloslužebnosti:
"Nemám snad v nenávisti ty, kdo tě prudce nenávidí, Jehovo, a necítím hnus vůči těm, kdo se proti tobě bouří?" 
David mohl vnímat odpor k svému pomazání, od Jišaje, jako opovrhování Bohem, v rovině bezbožnosti otce.

### Utajování jména matky Davidovy provázejí spekulace
Záhada je u Nitzevet, že není jmenovitě vůbec zmiňována, zatímco matka jeho syna Šalomouna Bat-šeba je zmiňována často; Jochebed — matka Mojžíšova a Áronova také není neznámá a je jmenována, matky dalších králů menšího než Davidova významu jsou zmiňovány, např. krále Achazjáše Jezábel; dále Jerúša matka judského krále Jótama; Azúba, matka 4. krále judského království Jehóšafata, nebo i Nový Zákon – jmenuje na více místech svatou Marii, matku Mesiáše. U praotce Jákoba jsou zmíněny matky jeho potomků Ráchel, Lea, Bilha a Zilpa. Matkou Jákobovou a Esauovou byla Rebeka. Izákovou byla Sára a Ismaelovou Hagara. To vede v současné době ve světových médiích a interpretacích k výsledku nepochopení, a nedostatek informací ke spekulacím, že Davidova matka zmíněna být nemohla.
Dean Smith píše: "Pokud by Davidova matka byla prostitutka, vysvětlovalo by to, proč je nejmenovaná." David skutečně v popise vztahů ke svému domu, jakožto král, hostí pouze své děti. A ačkoli Svaté Písmo zmiňuje u jeho stolu i cizí lidi, např. Mefibošeta, syna Saulova,  o pozvání jeho matky se Písmo vůbec nezmiňuje a na stejno ani o pozvání jeho otce, Jišaje. Tato okolnost vzbuzuje v různých teoreticích domnění, že Nitzevet byla hříšnicí. Skutečnost to však vylučuje záznamem Žalmů, např. 86,16 a redakcí sofrim, upravujících knihy Králů. Podstatou je politicko-náboženský motiv moábství rodiny, v souvislosti s Davidovým dějinným významem (viz výše).

## Nitzevetin syn
Nitzevet mohla být příslušnicí roztroušeného kmene, vláčena v karavaně náčelníka, mohla být zneužita a nebo mohla být tímto kmenovým králem milována (srv. odkazy na krále Nahaše, jakožto možného prvního manžela Nitzevetina), přičemž se následně od kmene odpojila a těhotná setrvala tam, kde byla zrazena a zanechána. Porodila Davida. Zmínka o jeho narození v knize Samuelově schází. Religiozita Davidovy vyvolenosti však není původem Nitzevety  popřena a ani zpochybněna, o čemž svědčí fakt dokazovaný Písmem. Například prorok Eliáš, i pozdější prorok Elíša,  byli posláni, aby uzdravili či pomohli ženám, majícím pouze neizraelský původ, a to za situace, kdy se tisíce Židovek nacházelo ve stejné krizi.
O skonání Nitzevet v Betlémě Písmo nehovoří a popisuje jen smrt Davidovu. Ani v pozdějších odkazech na Davida není Písmo sdílné v otázce původu a jména jeho matky. Podle jediné existující zmínky měl David svou matku rád více než sám sebe. V Žalmu 86,16 se jí zaštiťuje jako oporou k vyprošení si Boží pomoci. Musel si být v prosbě k Bohu jist tím, že tato zmínka bude mít účinný dosah, a že odkaz na matku Všemocného Pána Izraele, obměkčí; a tudíž si musel být vědom její vyvolenosti.

### Nitzevetina mateřská výchova
Davidův smísený národnostní původ by určoval psychologii jeho chování od počátku jeho života už z dětství. Matkou byl patrně vychován bez ohledu na názory rodiny, která ho z části neměla ráda (bratr Eliab), a prý ho pronásledovala jako levobočka či dokonce parazita. To pozdější semknutost rodiny ale vylučuje. 

### Láska rodiny
Písmo nikde netvrdí, že rodina Davida neměla ráda, on sám v žalmu naznačuje jen cizost, patrně národnostní — a to s ohledem na matku, jakožto Židovku, ale neizraelského původu, i na otce Jišaje, Moábce, a rovněž sestry Ammonitky po dalším pohanském otci. A právě tato pozice, tento status cizosti — vzešlý ze tří národností, matky, otce a některých sourozenců, mu dodal sílu a stal se psychicky „odolným“ k čemukoli, co bylo pro Židy svaté. Židy viděl asi jako jednu ze skupin sociálního začlenění. Židé si nekladli nikde v rozsahu Písma otázku, proč že Bohu nevadí nic, co činií? "Máme se i my chovat jako on?" A odpovídají si podle Zákona: "Kdokoli by tak činil, byl by smeten." Nekladli si před oči původ Davida prostřednictvím jeho matky nebo otce či sester, protože nebyl nikým řešen. Je faktem, že Bůh v rozsahu Písma Davida netrestal. Hněv Boží vždy dopadl na lid Izraele.

### Statečná Nitzevet učila syna stoicismu

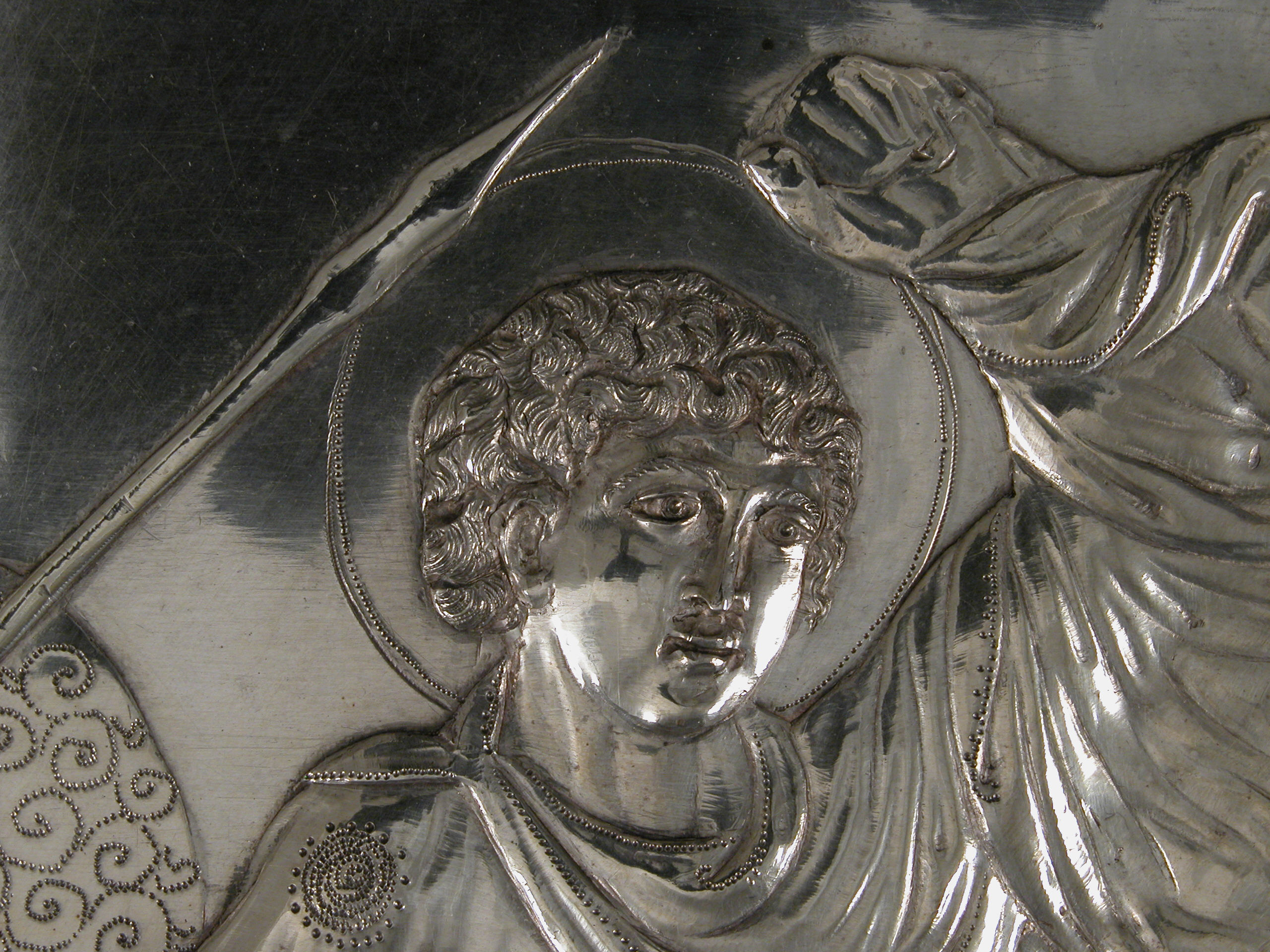
Král David, syn Nitzevet. Byzantine; Plate.

"Ale bylo to nepochybně od jeho matky, že mladý David získal odvahu čelit svým protivníkům. Od chvíle, kdy se narodil, a během jeho nejútlejších let, to byla Nitzevet, kdo ho svým příkladem naučila základní lekci o oceňování důstojnosti každého jednotlivce a zdržení se ztrapňování druhého, bez ohledu na osobní důsledky. Byla to ona, kdo projevila tichou, ale stoickou statečnost a důstojnost, tváří v tvář nejtěžším těžkostem..." 

## Dějinný přesah pověsti o Nitzevet
Přestože slova Chany Weisbergové jsou více než pravdivá, pokud se týče charakteru vyobrazení povahy a osobnosti Nitzevet jako takové, lidová představivost čerpající z negace, jakou je zatajení jejího jména, ji vykresluje opět jako hříšnici, a to až daleko za hranice Izraele, přičemž nečerpá z jakkoli relevantních historických podkladů, jen z pouhé představivosti.

### Názor studenta teologie
V bakalářské práci Univerzity Karlovy Evangelické teologické fakulty O víře a pověře v moravské lidové písni, vysvětluje student podstatu legendy, vzešlé z katolické fabulace o matce Davidově:
"O Davide, Davide, Tvoja matička v pekle je. (O Davide, со děláš, Svoju matičku v pekle máš." 
Píseň je delší a epicky vyvěrá v záchranu Davidovy matky z pekla, kam se její syn odebere za ní a hraje na housle jako Orfeus zachraňující Eurydiku. Fabulát je bezcenným a triviálním ponížením ženy, jejíž umístění do pekla má podklad jen v negaci její bezejmennosti: "Máme tu poměrně skromně vylíčený, ale napínavý, až epický příběh, ve kterém figuruje postava ze starého zákona, král David, Maria, tedy nejspíše panna Maria, duše zemřelých a Ďábel. Všichni aktéři se objevují buď ve starém, nebo novém zákoně, netoliko ovšem takové vyprávění." V bakalářském provedení student upřesňuje: "Na druhou stranu podle ortodoxní věrouky po smrti měl být v pekle i sám David, odtud jej měl vyvést ven Ježíš Kristus spolu se všemi patriarchy, tedy by mohla být teoreticky vyvedena. Děj písně se odehrává na tomto světě (tudíž tu lučinu může vypravěč znát) za života Davida v něm a skutečně ho navštěvuje panenka Maria, protože se řídí logikou vlastní příběhům. Náš příběh se pak odehrává kdesi a kdysi vytrženě z kauzality a souvislostí našeho světa, tedy in illo tempore. Mohlo by se zdát, že sv. David v této písni poněkud „překračuje své kompetence“, když přivádí někoho zpět z onoho světa a podobně i Marie, která se mu zjevuje a pomáhá mu tak vůbec své „spasitelské“ dílo uskutečnit." 
V rozsahu výkladu nikde nezaznívá důvodnost a existence písně může být opřena pouze o představivost. Je však významnou písní z lidové tvořivosti, z níž vyvěrá pokračování snahy řešit ve zlém osobu Nitzevet, matku Davidovu:
"Přitom Davidova matka, jejíž existence sice nutně předpokládáme, není přece v bibli nikde jmenována. (Podle Talmudu se však jmenovala Nitzevet.). Dalo by se odpovědět, že mu matka byla ze všech nejdražší. Navíc záchrana manželky se u krále Davida jeví jako poměrně problematická, už jen z toho důvodu, že jich pojal vícero, dále ne se všemi měl zcela ideální vztah, například Míkal, dcera krále Saula jím pohrdala od jisté chvíle až do smrti. Tedy kdyby se David vydal zachraňovat manželku, musel by si zvolit jednu, což by třeba nebylo spravedlivé vůči ostatním, anebo by se jeho návštěvy podsvětí staly rutinou nedůstojnou jak jej, tak instituce podsvětí. Nicméně jsou to pouze spekulace." 
Důvodnost písně se snaží vysvětlit: do jaké míry působí zatajení jména matky Davidovy a její osobnosti v celém rozsahu Písma vznik legend. Ani zde však nevysvětluje, proč autor písně umísťuje Nitzevetu do pekla:
"Někteří psychologizující interpretátoři by mohli hledat v počínání hrdiny nezdravou fixaci na matku a náklonnost, oidipovský komplex sahající až do záhrobí, nebo jen neschopnost vyrovnat se s její smrtí. Není však snad přitom nesprávné tvrdit, že narativ, který nám píseň ve svém dochovaném tvaru poskytuje, svědčí nejvíce o hluboké synovské lásce k matce, která neváhá podstoupit jakkoli bizarní peripetie, aby prospěla milovanému člověku zažívajícímu trápení, byť je text písně v jistém napětí s pravověřím. V případě moravské balady Sv. David shledáváme tedy zajímavou kombinaci motivů biblických a obecně křesťanských s motivy antickými, jde o pozoruhodnou synkrezi, kdy král David sám zpěvák a hudebník přijal hlavní úlohu v příběhu o pěvci a hudebníku Orfeovi, jehož tím v sobě absorboval." 
Nakonec dochází k alespoň jakémusi závěru, naznačujícímu důvodnost vzniku legendy, totiž, že matka Davida Nitzeveta byla zlá, (srv. Eliabův výrok vůči Davidovi, Ty jsi zlý; shora, – pozn.) ale v čem a nebo proč k této pro píseň výchozí úsudečnosti autor dospívá, není opět vysvětleno:
"Originálním motivem v písni je chování ostatních dušiček, které vyvíjejí z vlastní iniciativy aktivitu a to poměrně zápornou. Nepřejí tomu, aby duše matky vyšla z pekel, ale přejí si naopak, aby s nimi dále muka sdílela. Pekelná muka jsou už ze své podstaty hrozná a navíc trvají věčně, katolická tradice si v jistých obdobích obzvláště libovala v jejich barvitém vykreslování. Mnohde podle svědků o velkých těžkostech svého pobytu na věčnosti svědčili pouze duše z očistce, které měly navíc naději, že jejich očišťování jednou skončí. Proto nás nesmí chování dušiček v pekle překvapit o nic méně, než dřívější recipienty této písně, kteří navíc k tomu věděli, že peklo obývají duše těch, kdo byli zlí už za svého života." 
Autor písně umožnil svým představám jen pokus o záchranu světice pod Davidovým synovským doprovodem, ale záchranu jako takovou nenaznačil, spíš naopak:
"Nakonec, když je Davidova matka zachráněna, žádá jej Ďábel, aby alespoň vstoupil do jeho služeb a hrál „svaté písničky“, z čehož lze soudit, že zcela vážně uznává Davidovo prvenství na poli hudby. Zda král David nabídku přijal, nebo i s matkou odešel a zda se mu na rozdíl od Orfea podařilo zesnulou duši úspěšně vyvést na tento svět a porušit tak zákon smrti se z textu písně nedovídáme. Končí totiž na tomto místě, vykresluje nám tedy okamžik hudebníkova triumfu a neobírá se tím, co přijde dál. A možná je to tak pro vyznění celé písně dobře. (Ostatně, i kdyby se jim oběma hypoteticky podařilo vyjít z pekel, stejně by, alespoň podle ortodoxní křesťanské věrouky, stejně po nějaké době života na zemi opět skončili v pekle, kde by setrvali až do Kristova sestupu do pekel a jeho zmrtvýchvstání. Jsou však i výjimky jako Henoch a Elijáš, kteří byli vzati na nebesa již dříve. Nikodémovo evangelium, líčící Kristův sestup do pekel, však umisťuje Davida do podsvětí po bok Abrahama a Izajáše." 
Zde se student ptá na důvod: "Při srovnání s mýtem o sestupu Orfeově by leckomu mohla přijít na mysl otázka, proč na rozdíl od Thráka Orfea zachraňujícího manželku zachraňuje Izraelec David matku?" 
Ale odpověď nenachází, kromě již zmíněné výše, že David svou matku miloval, ale důvod, proč vůbec musel matku zachraňovat, nám schází; od počátku až do konce. A opora pro její odsouzení do pekla, v písni neexistuje, vyjma snad – pokud se autor přidržel – katolické či jiné křesťanské dogmatiky.